# Policejní akademie (filmová série)

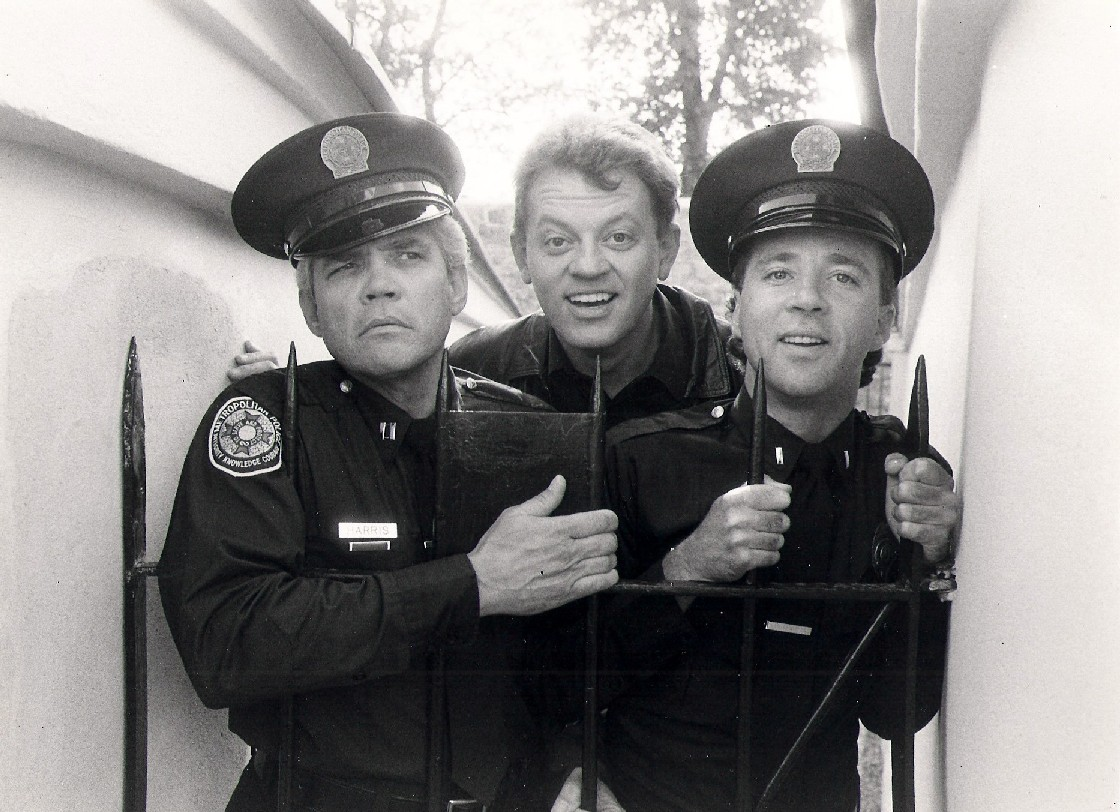
Zleva G. W. Bailey jako kapitán Thaddeus Harris, David Graf jako kadet Eugene Tackleberry a Lance Kinsey jako Proctor

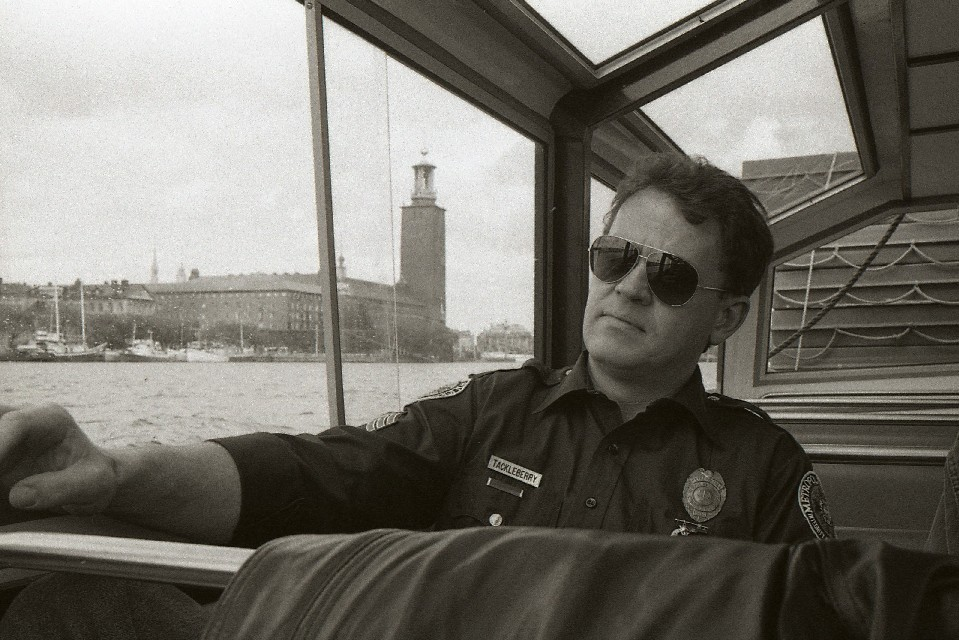
David Graf coby Eugene Tackleberry hrál ve všech filmech, a také se jako host objevil v seriálovém zpracování Policejní akademie

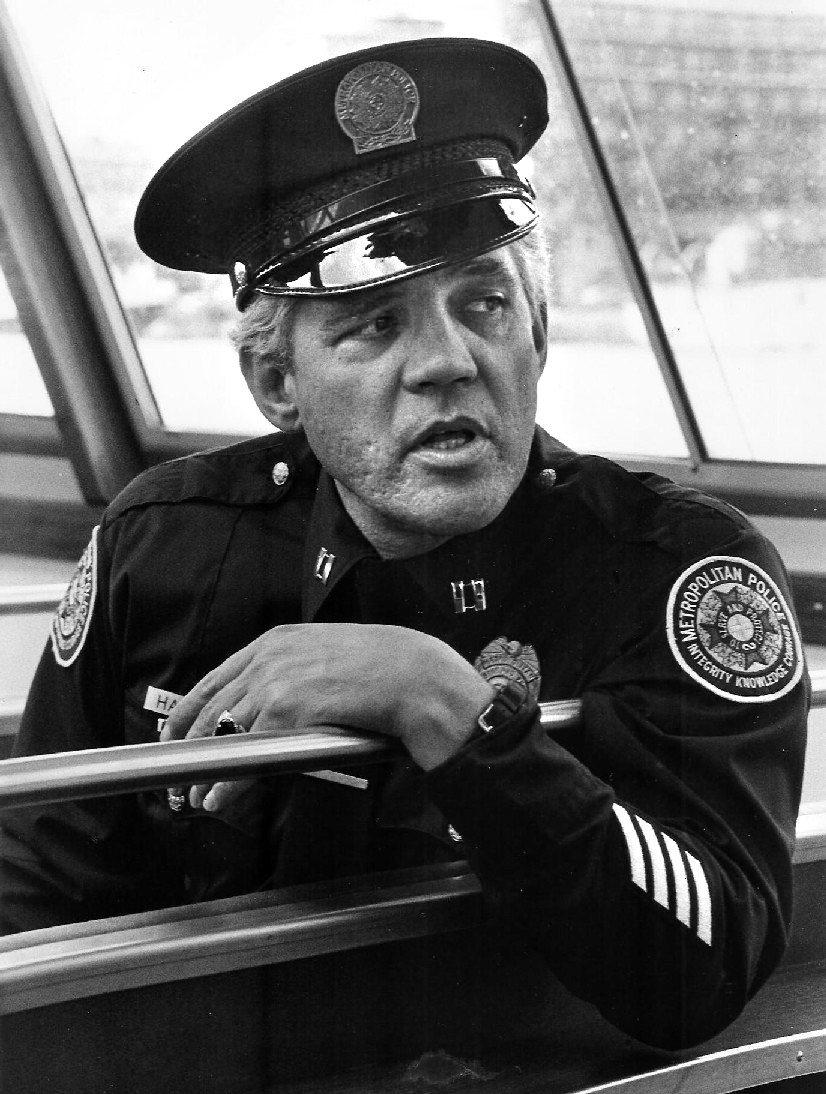
G. W. Bailey coby záškodnický kapitán Thaddeus Harris se objevil v původním filmu a pak ve 4. až 7. pokračování

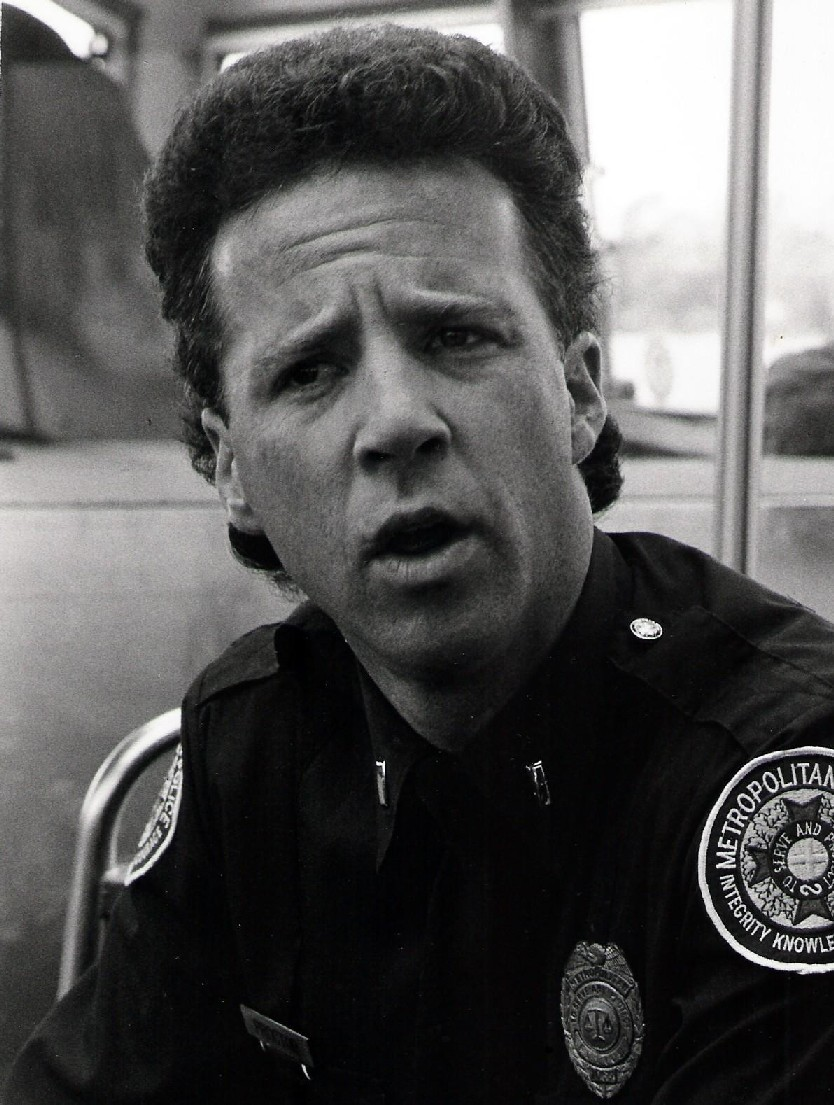
Lance Kinsey jako natvrdlý Proctor vystupoval od druhého do šestého dílu

Policejní akademie (angl. Police Academy) je americká série sedmi komediálních filmů natočená v letech 1984–1994, v hlavních rolích s Georgem Gaynesem, Davidem Grafem a Michaelem Winslowem. Na motivy celovečerních filmů vznikly i kreslený a hraný televizní seriál a počítačová hra.
První film se stal obrovským hitem, který při rozpočtu 4,5 milionu dolarů utržil jen v USA přes 80 milionů. Každý další rok (většinou v březnu) bylo pak postupně uvedeno pět pokračování, jejichž úspěch i divácké hodnocení ale setrvale klesaly. U šestého dílu z roku 1989 už domácí tržby nedokázaly pokrýt náklady, ale celosvětově byl film ještě ziskový. Sedmý díl, natočený až po pěti letech, byl už úplným krachem.
Vedle výše zmíněných herců, kteří vystoupili ve všech dílech, byl hlavním hrdinou prvních čtyř filmů Steve Guttenberg jako Carey Mahoney. Ve většině dílů se objevili ještě G. W. Bailey, Bubba Smith, George R. Robertson, Leslie Easterbrooková nebo Lance Kinsey.

## Filmy

### Policejní akademie
Starostka nejmenovaného velkoměsta přichází s novou politikou řešení nedostatku policejních sil – na policejní akademii bude přijat každý zájemce bez ohledu na váhu, výšku, věk, pohlaví, vzdělání či tělesný stav. Výsledkem je sestava naprosto bizarních kadetů, z nichž ale mnozí překvapí a úspěšně výcvik zvládnou.
- Natočeno: 1984
- Režisér: Hugh Wilson
- Rozpočet: 4,5 milionů dolarů
- Celosvětové tržby: 150 mil. dolarů
- Hodnocení: Rotten Tomatoes (RT) 56 %, IMDb 6,7/10, ČSFD 80 %

### Policejní akademie 2: Jejich první nasazení
Policejní okrsek vedený Petem Lassardem nezvládá nárůst zločinnosti, takže mu jeho bratr Eric pošle na pomoc šest nejlepších čerstvých absolventů ze své akademie (jsou to Mahoney, Tackleberry, Hightower, Jones, Hooksová a Fackler). Lassardův zástupce poručík Mauser však ví, že v případě jeho neúspěchu bude povýšen na jeho místo, takže se všemožně snaží jejich akce sabotovat.
- Natočeno: 1985
- Režisér: Jerry Paris
- Rozpočet: 7,5 mil. dolarů
- Celosvětové tržby: 115 mil. dolarů
- Hodnocení: RT 28 %, IMDb 5,8/10, ČSFD 66 %

### Policejní akademie 3: Znovu ve výcviku
Ve městě jsou dvě policejní akademie, jedna pod vedením Erica Lassarda a druhá vedená komandantem Mauserem (známým všivákem z druhého dílu). Město však již nemá dost financí na provoz obou, takže ustaví komisi, která bude práci obou akademií sledovat a tu horší z nich následně zruší. Nastává nelítostný souboj policejních akademií, v němž se projeví také nová sada bláznivých kadetů.
Druhý a třetí díl série byly jediné dva, které natáčel stejný režisér.
- Natočeno: 1986
- Režisér: Jerry Paris
- Rozpočet: 12,2 mil. dolarů
- Celosvětové tržby: 107,6 mil. dolarů
- Hodnocení: RT 36 %, IMDb 5,4/10, ČSFD 63 %

### Policejní akademie 4: Občanská patrola
Policie ve městě se opět potýká s nedostatkem sil, což velitele akademie komandanta Lassarda přivede na nápad angažovat civilní dobrovolníky v tzv. programu Citizens on Patrol („Občanská patrola“). Tím je zaručen příliv dalších bizarních figur, které zaučuje známá sestava absolventů. Na scénu se ale vrací (nyní již kapitán) Harris, který se snaží Lassardův program potopit, aby se dostal na jeho místo.
V tomto díle se naposled objevil hlavní hrdina Mahoney v podání Steva Guttenberga, zahrála si tu začínající Sharon Stone a v roli skejťáka filmově debutoval David Spade. Původně měl i tento díl režírovat Jerry Paris, ale zemřel ještě před začátkem natáčení. Šlo o celkově nejnákladnější díl série.
- Natočeno: 1987
- Režisér: Jim Drake
- Rozpočet: 17,3 mil. dolarů
- Celosvětové tržby: 76,8 mil. dolarů
- Hodnocení: RT 0 %, IMDb 5,0/10, ČSFD 51 %

### Policejní akademie 5: Nasazení v Miami Beach
Lassard je pozván do Miami na policejní kongres, kde má převzít cenu za celoživotní dílo. Radost mu ale kalí zpráva, že současně by měl jít do důchodu. Na Floridu ho doprovází jeho oblíbení absolventi, ale i po jeho funkci lačnící záškodník Harris s přitroublým poskokem Proctorem. Lassard si v roztržitosti na letišti vymění kufr se zloději diamantů a děj se následně točí kolem jejich snahy získat je zpátky.
Na pozici hlavního „playboye“ zde Mahoneyho nahradil Lassardův synovec Nick, který vystupuje i v šestém díle. Roli šéfa gangu si zahrál René Auberjonois.
- Natočeno: 1988
- Režisér: Alan Myerson
- Rozpočet: 13,8 mil. dolarů
- Celosvětové tržby: 54,5 mil. dolarů
- Hodnocení: RT 0 %, IMDb 4,6/10, ČSFD 48 %

### Policejní akademie 6: Město v obležení
Okrsek, kterému po svém odchodu z akademie šéfuje kapitán Harris, je sužován nepolapitelným gangem pod vedením záhadného Masterminda. Guvernér povolá na pomoc tým elitních absolventů Policejní akademie v čele s Lassardem, což Harrisovi na náladě nepřidá. Snaží se tak Lassarda diskreditovat, aby se do vedení týmu dostal on sám. Ve skutečnosti vyšetřování maří on sám svou naprostou tupostí.
V tomto díle se naposled objevili Hightower, Hooksová, Proctor a náčelník Hurst.
- Natočeno: 1989
- Režisér: Peter Bonerz
- Rozpočet: 14,5 mil. dolarů
- Celosvětové tržby: 33,2 mil. dolarů
- Hodnocení: RT 0 %, IMDb 4,4/10, ČSFD 37 %

### Policejní akademie 7: Moskevská mise
Osvědčený tým Policejní akademie je pozván do Moskvy, aby tamní policii pomohl poradit si hlavou podsvětí Konstantinem Konalim, který kdysi působil i v jejich městě. Skupinu tvoří Lassard, Callahanová, Tackleberry, Jones a kupodivu i packal Harris. Novou krev zastupuje kadet Connors, který hned po příletu začne pokukovat po jejich krásné tlumočnici Katrině. Standardně zmatený Lassard zatím nastoupí do špatného auta a dostane se do místní rodiny, která ho štědře hostí, aniž by si rozuměli slovo. Přes různé chaotické peripetie se ale „akademikům“ podaří Konaliho dopadnout.
Tento díl vznikl až pět let po předchozím a šlo o jednu z prvních americko-ruských filmových spoluprací po skončení Studené války. Natáčelo se na reálných lokacích v Moskvě. Komerčně se ovšem jednalo o propadák, i když se zde objevili hvězdní herci jako Christopher Lee nebo Ron Perlman.
- Natočeno: 1994
- Režisér: Alan Metter
- Rozpočet: 10 mil. dolarů
- Tržby v USA: 126 tisíc dolarů
- Hodnocení: RT 0 %, IMDb 3,5/10, ČSFD 29 %

### Seznam opakovaných postav
Přehled charakterů a jejich představitelů, kteří se objevili alespoň ve dvou dílech filmové heptalogie.
| postava                                 | herec               | PA 1 | PA 2 | PA 3 | PA 4 | PA 5 | PA 6 | PA 7 |
| --------------------------------------- | ------------------- | ---- | ---- | ---- | ---- | ---- | ---- | ---- |
| kad./serž. Carey Mahoney                | Steve Guttenberg    |      |      |      |      |      |      |      |
| komandant Eric Lassard                  | George Gaynes       |      |      |      |      |      |      |      |
| náčelník Henry J. Hurst                 | George R. Robertson |      |      |      |      |      |      |      |
| por./kpt. Thaddeus Harris               | G. W. Bailey        |      |      |      |      |      |      |      |
| serž./por./kpt. Debbie Callahanová      | Leslie Easterbrook  |      |      |      |      |      |      |      |
| kad./serž./por./kpt. Moses Hightower    | Bubba Smith         |      |      |      |      |      |      |      |
| kad./serž./kpt. Eugene Tackleberry      | David Graf          |      |      |      |      |      |      |      |
| kad./serž. Larvell Jones                | Michael Winslow     |      |      |      |      |      |      |      |
| kad./serž. Laverne Hooksová             | Marion Ramsey       |      |      |      |      |      |      |      |
| kad./serž. Douglas Fackler              | Bruce Mahler        |      |      |      |      |      |      |      |
| kad./serž. Kyle Blankes                 | Brant Van Hoffman   |      |      |      |      |      |      |      |
| kad./serž. Chad Copeland                | Scott Thomson       |      |      |      |      |      |      |      |
| serž./por./kpt. Carl Proctor            | Lance Kinsey        |      |      |      |      |      |      |      |
| por./kom. Ernie Mauser                  | Art Metrano         |      |      |      |      |      |      |      |
| serž./por./kpt. Kirklandová-Tackleberry | Colleen Camp        |      |      |      |      |      |      |      |
| kad./strážník Bud Kirkland              | Andrew Paris        |      |      |      |      |      |      |      |
| kad./strážník Zed McGlunk               | Bobcat Goldthwait   |      |      |      |      |      |      |      |
| kad./strážník Carl Sweetchuck           | Tim Kazurinsky      |      |      |      |      |      |      |      |
| kad. Violet Facklerová                  | Debralee Scott      |      |      |      |      |      |      |      |
| kad./strážník Tomoko Nagata             | Brian Tochi         |      |      |      |      |      |      |      |
| kad./strážník Thomas Conklin            | Tab Thacker         |      |      |      |      |      |      |      |
| paní Feldmanová                         | Billie Bird         |      |      |      |      |      |      |      |
| serž. Nick Lassard                      | Matt McCoy          |      |      |      |      |      |      |      |
| prostitutka                             | Georgina Spelvin    |      |      |      |      |      |      |      |

## Televizní seriály

### Police Academy
- Vysíláno: 1988–1989
- Počet řad: 2
- Počet epizod: 64

### Policejní akademie
- Vysíláno: 1997–1998
- Počet řad: 1
- Počet epizod: 26

## Úvahy o pokračování
I přes nesporný neúspěch posledního filmu i následného seriálu, a úmrtí jedné z hlavních tváří série Davida Grafa (2001), se počátkem 21. století začaly vynořovat zprávy o úvahách producentů i některých herců značku oživit. Roku 2003 se producent Maslansky zmínil, že cítí, že nazrála doba na návrat a že je v plánu uvést osmý film roku 2007. Počítalo se s většinou původních protagonistů a znovu i s režisérem Hughem Wilsonem. Podle hereček Easterbrookové a Ramseyové se mělo začít natáčet v polovině roku 2006, ale v říjnu toho roku byl projekt odložen. 
Michael Winslow se roku 2008 na přímý dotaz vyjádřil, že „možné je všechno“, a že by byl rád, kdyby se pokračování podařilo. Dokonce i Steve Guttenberg toho roku potvrdil, že práce na osmém dílu pokračují a že on sám pracuje na scénáři ve spolupráci s Warner Bros. Guttenberg se tehdy měl ujmout také režie a prohlásil, že všichni pozůstalí z minulých filmů by se měli zúčastnit.
Roku 2010 byla Maslanského, Winslowova i Guttenbergova vyjádření v podobném duchu. Jiný názor projevil Bobcat Goldthwait („Zed“), který soudil, že by Hollywood měl sérii oživit s novými herci namísto původních. Potvrdil, že se producenti snažili znovu získat např. Kim Cattrall nebo Sharon Stone, ale že on sám žádnou chuť k návratu nemá.
Roku 2012 oznámilo studio New Line Cinema, že režisérem nové Policejní akademie bude Scott Zabielski. Winslow se později zmínil v rozhovoru, že produkce by měla začít v listopadu toho roku a že Shaquille O'Neal dostal nabídku nahradit zesnulého Bubbu Smithe coby Hightowera. Jeremy Garelick byl najat na přepracování scénáře.
Roku 2018 Guttenberg zareagoval na fanouškovský dotaz na Twitteru neurčitým příslibem, že „další Policejní akademie je na cestě“.
Vzhledem k časovému rozpětí výše uvedených zpráv a zmínek lze říci, že hypotetická „Policejní akademie 8“ se od roku 2003 nachází ve vývojovém pekle. Z hlavních hrdinů série mezitím (vedle Tackleberryho) zemřeli představitelé Hightowera, Hooksové, Lassarda nebo Hursta. Producentu Paulu Maslanskému bylo v listopadu 2023 již 90 let.